# Spilfigur
En spilfigur, computerspilfigur eller videospilfigur, er betegnelsen for en eller flere fiktive personer der optræder i et computerspil. Disse kan være styret af spilleren, men findes også i en computerkontrolleret form, ofte kendt som "NPCs", eller "ikke spilbare figurer" (non-playable characters).
I de tidligste generationer af computerspil bestod de fleste figurer ikke af meget andet end et simpelt grafisk udseende uden den store personlighed, dybde eller realisme. En af de første spilfigur der for alvor havde en udbredt popularitet var Mario i 1980'erne, der senere er blevet anset for at være den mest kendte figur i computerspillets historie. Med Mario begyndte konceptet med "spilmaskotten"; ideen om at en spilfigur kunne blive repræsentant for et firma og samtidig blive markedsført til en bred målgruppe. Siden da er der dukket mange spilfigurer op som har fået stor popularitet blandt spillere verden over.

## Typer spilfigurer
Der findes en række forskellige typer af spilfigurer. Disse inkluderer:
- Maskot 
 Som computerspil blev mere populære opdagede spilproducenterne at der var profit i at bruge deres mest populære spilfigur som en maskot for firmaet selv. Nogle eksempler på dette kunne være Nintendos Mario,Segas Sonic, og Namcos Pacman.

- Helt / Heltinde 
 Oftest vil dette være den type figurer spilleren har til opgave at styrer gennem spillet, og anses derfor for at være en vigtig figur. Heltens eventyr kan i dag variere meget, men i de tidligste spil var det almindeligt at bruge en eventyr lignende model, hvor helten gennemgik en masse modstand og sloges med ondskaben selv, mens han samtidig forsøgte at redde den havde kær. Et godt eksempel på dette er Super Mario Bros.

- Skurk 
 I de fleste spil er skurken den figur der arbejder mod helten, ofte af selviske grunde så som at ville overtage verden, eller tage hævn over ydmygelser fra deres fortid. Skurken er stort set altid en computerstyret figur som man i slutningen af spillet vil ende med at udkæmpe en episk kamp på liv og død imod.

- Anit-helt 
 En anti-helt kan være flere forskellige ting i spilverden. Nogle gange anses denne for at være en figur der ikke er allieret med helten og som sandsynligvis vil arbejde mod ham, dog ikke med onde motiver.
 Andre gange bruges det til at beskrive en figur der normalt er skurken i et spil, men som optræder som helten i sit eget spil. Et eksempel på en sådan figur er Wario og Shadow the Hedgehog.

- Offer / Gidsel 
 I nogle spil optræder en figur hvis eneste formål er at blive redet af helten. Denne figur er ofte heltens store kærlighed. Denne type figurer blev ofte brugt i klassiske titler som Super Mario Bros. og The Legend of Zelda.

- Støttende Figur 
 De støttende figurers formål er enkelt; at hjælpen spilleren gennem spillet. Disse figurer ses i mange varianter, som alt fra sælgere i byer, til mystiske hekse der beder dig om tjenester. I moderne RPGer er disse meget normalle, og næsten uundværlige. Men i de første generationer af computerspil måtte denne type figurer oftest nøjes med blot at være en sekunder figur der frivilligt kunne vælges at spille med i stedet for den klassiske helt. Sådanne eksempler kunne være Luigi fra Super Mario Bros. 2, og Tails fra Sonic the Hedgehog 2.

- Bonus / Hemmelig Figur 
 I mange nyere spil er det blevet populært at tilføje specielle figurer som spilleren først kan få adgang efter at have udført en specifik opgave. Dette ses ofte i kampspil som Tekken og SoulCalibur III.